# De helden van de highway
De helden van de highway is een sciencefictionverhalenbundel uit 1973 van de Amerikaanse schrijver Harlan Ellison. De bundel werd samengesteld voor Bruna SF door Aart C. Prins.

## Korte verhalen
1. Maaltijd (Mealtime, (A Case of Ptomain), 1958)
2. "Wij rouwen om een ieder..." ("We Mourn for Anyone..." (Mourners for Hire), 1957)
3. In eenzame streken (In Lonely Lands, 1959)
4. Mooie Maggie Money-eyes (Pretty Maggie Moneyeyes, 1967)
5. Slagveld (Battlefield, (His First Dat at War), 1958)
6. Hadj (Hadj, 1956)
7. De helden van de highway (Along the Scenic Route, (Dogfight on 101), 1969)
8. Het gezicht van Helene Bournouw (The Face of Helene Bournouw, 1960)
9. Phoenix (Phoenix, (Phoenix Land), 1969)
10. Deald's wereld (Run for the Stars, 1957)